# Moghvān
Moghvān (persiska: مُغوان) är en ort i Iran.   Den ligger i provinsen Ardabil, i den nordvästra delen av landet, 500 km nordväst om huvudstaden Teheran. Moghvān ligger 1 384 meter över havet och antalet invånare är 518.
Terrängen runt Moghvān är lite bergig, och sluttar norrut. Runt Moghvān är det ganska tätbefolkat, med 67 invånare per kvadratkilometer. Närmaste större samhälle är Germī, 6,1 km norr om Moghvān. Trakten runt Moghvān består till största delen av jordbruksmark.